# Jordi II de Xipre
Jordi II de Xipre va ser un religiós grec, patriarca de Constantinoble sota el nom de Gregori II de Xipre (1283-1289). Era un home de gran eloqüència, i segons Nicèfor Gregoràs va revitalitzar el grec àtic que s'anava perdent.
Sota Miquel VIII Paleòleg (1261-1282) era favorable a la unió de les esglésies ortodoxa i catòlica i va pressionar l'emperador per obtenir el consentiment del patriarca Josep I Galesiotes (1267-1275) que s'oposava a la unió.
Després va ser protapostolari a la capital imperial en temps d'Andrònic II Paleòleg i llavors devia modificar les seves opinions i es va mostrar contrari a la unió. L'any 1283 l'emperador el va fer nomenar patriarca poc després de la mort de Josep, i en un temps especialment curt va passar de monjo a lector, després a diaca i sacerdot i finalment a patriarca l'abril del 1283. Va agafar el nom de Gregori II.
Els grups dels arsenites (o partidaris d'Arseni de Constantinoble) van refusar tornar a l'església sense determinades condicions i es va convocar un sínode a Adramítium, on predominaven els josefites (anomenats així pel patriarca Josep I Galesiotes). Jordi II va preparar un llibre en suport de les seves tesis igual que van fer els arsenites; els dos llibres havien de passar la prova del foc, i com era d'esperar quan els llibres van ser posats a les flames, es van cremar els dos; però els arsenis van considerar que això rebutjava els seus plantejaments i es van sotmetre a l'església oficial. El mateix emperador els va dirigir per prendre la comunió un dia que es va produir una forta tempesta de neu. El mateix Jordi (o Gregori) va donar la comunió als arsenites.
Aviat se'n van penedir els arsenites de la seva submissió, i Jordi va haver d'excomunicar els que volien tornar a separar-se, cosa que encara va resultar pitjor, doncs va provocar el ràpid trencament; aquesta divisió va portar disturbis agreujats per la duresa emprada, sota influència de Gregori, contra l'antic patriarca Joan Vec (1275-1282) un advocat de la doctrina de l'església llatina.
Gregori va preparar un llibre teològic però els seus punts de vista, que havien de ser aprovats per l'emperador i l'alt clergat, va aixecar una gran hostilitat i oposició, que finalment, pressionat de tot arreu, va haver de renunciar al patriarcat el 1289 i es va retirar a un monestir. Va morir a l'any següent, el 1290.
Les seves obres principals són: 
- 1. Ἔκθεσις τοῦ τόμου τῆς πίστεως κατὰ τοῦ Βέκκου, traduït al llatí: Expositio Fidei adversus Beccum (seu Veccum). Llibre que va portar el conflicte que va acabar amb la seva renúncia.
- 2. Ὁμολογία, en llatí Confessio Fidei, escrita com a conseqüència de les protestes contra l'obra anterior.
- 3. Ἀπολογία πρὸς τὴν κατὰ τοῦ τόμου μέμψιν ἰσχυρωτάτη, en llatí: Responsio validissima ad Expositionis Censuram.
- 4. Πιττάκιον, una carta a l'emperador Andrònic on es queixava del mal que li havien fet.
- 5. Ἐγκώμιον εἰς τὴν Θάλασσαν, en llatí: Encomium Maris.
- 6. Proverbia, Proverbis
- 7. Λόγος εἰς τὸν ἅγιον καὶ μεγαλομάρτυπα καὶ τροπαιοφόρον Γεώργιον, en llati: Oratio in honored Sancti Georgii Magni Martyris ac Victoris.
- 8. Sententiae, un llibre que Fabricius diu que és diferent als Proverbia, però podria ser el mateix.
- 9. Encomium Georgii Logothetae Acropolitae, una obra sobre Jordi Acropolita.
- 10. Vita Georyii Cyprii, notes biogràfiques sobre Jordi I de Xipre.[1]